# Santo Domingo de los Tsáchilas
Santo Domingo de los Tsáchilas är en provins i norra Ecuador. Den administrativa huvudorten är Tsáchila. 

## Administrativ indelning
Provinsen är indelad i en kanton:
- Santo Domingo de los Colorados